# Walckenaeria simplex
Walckenaeria simplex är en spindelart som beskrevs av Cornelius Chyzer 1894. Walckenaeria simplex ingår i släktet Walckenaeria och familjen täckvävarspindlar. Inga underarter finns listade i Catalogue of Life.